# ゴーゴー五つ子ら・ん・ど
『ゴーゴー五つ子ら・ん・ど』（ゴーゴーいつつごらんど）とは、2001年4月14日から2002年3月30日まで毎週土曜7時00分から7時30分の時間帯において東京放送 (TBS) と中部日本放送 (CBC)（ただし、中部日本放送では途中から遅れネットとなった）で放送されたアニメ。全50回（96話）。はやさかゆうによるコミカライズがコミックボンボン2001年3月号から2002年2月号まで連載されていた（単行本化はされていない）。字幕放送されており、かぶとの台詞は黄色、ひのきの台詞は水色、きのこの台詞は緑、それ以外は白となっている。
当番組終了後は『みのもんたのサタデーずばッと』の枠拡大に充てられた。これにより当時間帯でのアニメ枠は、2016年4月開始の『カミワザ・ワンダ』まで14年間休止となった。

## ストーリー
戸越銀座を舞台に、誕生日が一緒なだけで顔も背丈も性格も違う五つ子たちが巻き起こすドタバタコメディー。

## 登場人物
カッコ内は担当声優。

### 森野家
森野かぶと（瀧本富士子）
森野家の長男。元気でわんぱく。リーダー気取りでいるが他の個性的な兄弟たちに振り回されている。正義感は強くお調子者。夢はサッカー選手。ユリカに憧れていて、カリンからも好かれているが本人はいい迷惑。何かとトラブルに巻き込まれやすいが決してくじけない。一人称は「おれ」。
森野ひのき（結城比呂）
森野家次男。秀才であり、勉強家。1年生であるが英語ができ、辞書や小説も読める。パソコンも使用可能。しかし運動はまったくダメ。夢は東大入学で最年少ノーベル賞受賞。ぼたんに惚れており、将来彼女と結婚しようとしている。一人称は「ぼく」まれに「わたし」。
森野あらし（神代知衣）
森野家三男。兄弟の中で背は小さい。不良みたいな風体をしている。普段は黒髪のおかっぱ頭だが、むかついたり、驚いたりしたときに髪の毛がモヒカンのように逆立つ。強さ、かっこよさ、男らしさにあこがれている。一人称は「おれ」または「おいら」。
森野きのこ（水谷優子）
森野家長女。口達者のマセガキ。大人顔負けのことをずばずば喋る。兄弟の中では一番わがまま、目立ちたがり、おてんば。毎週、「きのこオン・ステージ」を披露する。しかし、調子に乗って周りに迷惑もかけるが、本人は気にしていない。一人称は「あたし」。
森野こだま（荒木香恵）
森野家次女。怪力でスポーツ万能。気は優しくて泣き虫。いったん泣き出すと大声でなかなかとまらない。食欲は旺盛で他の兄弟の10倍も食べる。食べ物の誘惑に弱く、給食を我慢してダイエットしたことも。体は一番大きいが、実は兄弟の中で末っ子。一人称は「わたし」または「あたし」。
ママ（深見梨加）
森野家の母で専業主婦。普段はとても優しいが、怒らせると鬼のように怖い。かぶとたちが唯一頭が上がらない存在。
パパ（大塚芳忠）
森野家の父でサラリーマン。ママとはよく夫婦喧嘩するが、本当は仲がいい。
ロクちゃん（くまいもとこ）
森野家の飼い犬。あらしに拾われて森野家の一員になった。賢くて人懐っこい。特技はモグラの穴が掘れること。なお声優クレジットでは「？」となっていた。名前の由来は「兄弟の6番目」という意味で、「ロクちゃん」と名付けられた。

### 学校と町の人たち
野原ユリカ（倉田雅世）
かぶととタカ彦が好意を寄せる同級生。本人はあらしに惚れている。家は神社で巫女を務めている。
赤井ぼたん（金田朋子）
クラスメイト。眼鏡とぽっちゃり体型が特徴。きのこの幼馴染みで、ひのきの初恋の相手。うどん屋「ぼたん」の一人娘。サッカー部の先輩に惚れている。
山部タカ彦（くまいもとこ）
ユリカに好意を抱いており、ライバルのかぶととはしばしば張り合う。一度、美容師の母がパリに行くと言い、大騒動を起こしたこともあった（たかとが「パリ」という名前の美容師を「フランスのパリ」と解釈したため）。乗り物酔いする体質。
めじろ（坂本千夏）
太めの少年。タカ彦とつるんで悪さばかりしている。
くるみ先生（永田亮子）
かぶと達の担任教師。ナイスバディな体型が特徴の美人の先生。
かわばた巡査（岡田貴之）
本作に登場する唯一の警官。くるみ先生に好意を抱いている。
校長先生（岩崎ひろし）
かぶと達の学校の校長。ちょっぴり変わり者。
紀の国屋みかん（大谷育江）
転校生のお嬢様。幼稚園時代におもらしの原因を作ったきのこへの復讐をたくらむが、ことごとく失敗。しかし、当のきのこは全く気づいておらず、彼女からは普通に友達として扱われている。
紀の国屋なつみかん（田中敦子）
みかんの母。高飛車でザマス風な雰囲気の女性。
紀の国屋はっさく（緒方賢一）
みかんの父。性格は陽気で、校長先生同様変わり者。
たちばな（西川幾雄）
みかんの執事。
とうりょう（宝亀克寿）
竹田業務店の大工。頑固だが涙もろい。
カリン（小暮英麻）
わがまま娘。かぶとに助けられて以来、彼を王子様として惚れ込む。
アイちゃん（やぶさきえみ）
メス犬。捨て犬だったが、のちにユリカが飼うことになる。

### 特別出演
和田アキ子（吉村明宏）
19回Bパートに登場。
司会者（峰竜太）
同じく19回Bパートに登場。
えなりかずき（えなりかずき）
46回Bパートに登場。

## スタッフ
- 企画 - 村田英憲（エイケン）、山村俊史（TBS）
- 総監督・キャラクターデザイン - 四分一節子
- 総作画監督・サブキャラクター設定 - 小林ゆかり
- 色彩設定 - 森嶌一美
- 撮影監督 - 岡崎英夫
- 美術監督 - 湖山真奈美
- 音響監督 - 加藤敏
- 音楽 - 岩崎琢
- 音楽協力 - 日音
- 協力 - 講談社 月刊「コミックボンボン」
- プロデューサー - 小野辰雄（エイケン）、丹羽多聞アンドリウ（TBS）
- アニメーションプロデューサー - 出﨑哲（マジックバス）
- アニメーション制作 - マジックバス
- 製作 - エイケン、TBS

## 主題歌
エンディングテーマはなし。代わりに、森野兄弟の静止画に今日の天気予報を写した。
前期オープニングテーマ「ウルトラメンゴ!!」
作詞・作曲 - 山本重夫 / 歌 - ピカピカ
後期オープニングテーマ「仲間っていいじゃん!」
作詞・作曲 - つんく / 編曲 - 山尾正人 / 歌 - EE JUMP
アバンタイトルから始まり（森野兄弟が「みんなー、始まるよー!」と言うもの）、オープニングに入る。なお、前期と後期で森野兄弟の服装が変わる。

## 各話リスト
| 回 | 話数 | サブタイトル                        | 脚本       | 絵コンテ                | 演出           | 作画監督              | 放送日         |
| -- | ---- | ----------------------------------- | ---------- | ----------------------- | -------------- | --------------------- | -------------- |
| 1  | 1    | 入学式は大パニック!?                | 土屋理敬   | 土屋日                  | 土屋日         | 小田仁                | 2001年 4月14日 |
| 1  | 2    | あらしとロクちゃん                  | 土屋理敬   | 土屋日                  | 土屋日         | 鈴木伸一              | 2001年 4月14日 |
| 2  | 3    | こだまのダイエット大作戦            | 市川卓     | 木村隆一                | 木村隆一       | 船塚純子              | 4月21日        |
| 2  | 4    | かぶとの初恋                        | 植田浩二   | 木村隆一                | 木村隆一       | 船塚純子              | 4月21日        |
| 3  | 5    | きのこのアイドル・コンテスト        | 末永光代   | 青木雄三                | 高橋滋春       | 小田仁                | 4月28日        |
| 3  | 6    | ひのきのオバケ退治                  | 植田浩二   | 高橋滋春                | 高橋滋春       | 小田仁                | 4月28日        |
| 4  | 7    | 名探偵あらし 真犯人は誰だ!?         | 土屋理敬   | 早川啓二                | 宮田亮         | 戸田真一              | 5月5日         |
| 4  | 8    | こだまの消えた誕生日                | 植田浩二   | 早川啓二                | 宮田亮         | 戸田真一              | 5月5日         |
| 5  | 9    | かぶとは恋のキューピッド!           | 植田浩二   | 前島健一                | 岡嶋国敏       | 氏家章雄              | 5月12日        |
| 5  | 10   | きのこの母の日大作戦                | 末永光代   | 岡嶋国敏                | 岡嶋国敏       | 氏家章雄              | 5月12日        |
| 6  | 11   | 初めてのお留守番                    | 土屋理敬   | いわもとやすお          | いわもとやすお | 渡辺章                | 5月19日        |
| 6  | 12   | ひのきのすもう大会                  | 市川卓     | いわもとやすお          | いわもとやすお | 渡辺章                | 5月19日        |
| 7  | 13   | ラブラブ遠足大騒動                  | 末永光代   | 土屋日                  | 土屋日         | 村上勉                | 5月26日        |
| 7  | 14   | パパの会社へゴーゴー!               | 土屋理敬   | 青木雄三                | 土屋日         | 村上勉                | 5月26日        |
| 8  | 15   | きのこのスクープを狙え!             | 植田浩二   | 太田垣洋                | 小高義規       | 宇田川義則            | 6月2日         |
| 8  | 16   | 恐怖の歯医者さん                    | 市川卓     | 太田垣洋                | 小高義規       | 船塚純子              | 6月2日         |
| 9  | 17   | ひのきのおサカナ占い                | 土屋理敬   | 高橋滋春                | 高橋滋春       | 鈴野貴一              | 6月9日         |
| 9  | 18   | ママは童話作家!?                    | 末永光代   | 前島健一                | 高橋滋春       | 進藤満尾              | 6月9日         |
| 10 | 19   | きのこのラブラブ国際結婚?           | 植田浩二   | 原博                    | 宮田亮         | 五月女浩一朗          | 6月16日        |
| 10 | 20   | パパに秘密のプレゼント              | 土屋理敬   | 原博                    | 宮田亮         | 戸田真一              | 6月16日        |
| 11 | 21   | プール開きでドッキリ!               | 植田浩二   | 土屋日                  | 上野史博       | 望月謙                | 6月23日        |
| 11 | 22   | がんばれ! サンダーズ                | 市川卓     | 上野史博                | 上野史博       | 小田仁                | 6月23日        |
| 12 | 23   | かぶとの家出                        | 土屋理敬   | いわもとやすお          | いわもとやすお | 渡辺章                | 6月30日        |
| 12 | 24   | こだまの一日お母さん                | 末永光代   | いわもとやすお          | いわもとやすお | 渡辺章                | 6月30日        |
| 13 | 25   | 名探偵あらし 姿なき怪盗!?           | 土屋理敬   | 高橋滋春                | 高橋滋春       | 小林ゆかり            | 7月7日         |
| 13 | 26   | きのこのスターへの道!               | 末永光代   | 青木雄三                | 高橋滋春       | 鈴野貴一              | 7月7日         |
| 14 | 27   | こだまのフードバトル!               | 市川卓     | 細谷秋夫                | 細谷秋夫       | 松崎一                | 7月14日        |
| 14 | 28   | 大変だ!! パパとママの大戦争         | 土屋理敬   | 細谷秋夫                | 細谷秋夫       | 松崎一                | 7月14日        |
| 15 | 29   | ひのきのぼくの部屋が欲しい!         | 近藤真智子 | 土屋日                  | 土屋日         | 鈴木伸一              | 7月21日        |
| 15 | 30   | 五つ子・初めての飛行機              | 土屋理敬   | 森田浩光                | 土屋日         | 進藤満尾              | 7月21日        |
| 16 | 31   | 北海道まるごと大冒険!!              | 土屋理敬   | 早川啓二                | 花井信也       | 戸田真一              | 7月28日        |
| 16 | 32   | 北海道まるごと大冒険!! つづき       | 土屋理敬   | 早川啓二                | 花井信也       | 五月女浩一朗          | 7月28日        |
| 17 | 33   | かぶとの新記録をねらえ!!            | 市川卓     | 森田浩光                | 高橋滋春       | 氏家章雄              | 8月4日         |
| 17 | 34   | きのこのコワ〜イ写真!?              | 末永光代   | 高橋滋春                | 高橋滋春       | 小田仁                | 8月4日         |
| 18 | 35   | かわばた巡査愛のレッスン!           | 市川卓     | いわもとやすお          | いわもとやすお | 土信田和幸            | 8月11日        |
| 18 | 36   | 真夏のサンタクロース                | 末永光代   | いわもとやすお          | いわもとやすお | 鈴木伸一              | 8月11日        |
| 19 | 37   | とどけ! ロクちゃんの言葉            | 末永光代   | 青木雄三                | 上野史博       | 小林ゆかり            | 8月18日        |
| 19 | 38   | アッコもビックリ!きのこの付き人     | 末永光代   | 前島健一                | 熨戸谷充孝     | 鈴野貴一              | 8月18日        |
| 20 | 39   | きのこの台風なんかぶっ飛ばせ!       | 土屋理敬   | 細谷秋夫                | 細谷秋夫       | 石田啓一              | 8月25日        |
| 20 | 40   | ママの夏休み                        | 末永光代   | 細谷秋夫                | 細谷秋夫       | 石田啓一              | 8月25日        |
| 21 | 41   | かぶとに恋のライバル!?              | 土屋理敬   | 森田浩光                | 高橋滋春       | 進藤満尾              | 9月1日         |
| 21 | 42   | あらしの万引き騒動                  | 土屋理敬   | 高橋滋春                | 高橋滋春       | 氏家章雄              | 9月1日         |
| 22 | 43   | ホラふきじいちゃんが来た!           | 末永光代   | 早川啓二                | 花井信也       | 五月女浩一朗          | 9月15日        |
| 22 | 44   | ロクちゃんのデート                  | 土屋理敬   | 早川啓二                | 花井信也       | 戸田真一              | 9月15日        |
| 23 | 45   | きのこの家出?                       | 末永光代   | 細谷秋夫                | 土屋日         | 鈴木伸一              | 9月22日        |
| 23 | 46   | ロクちゃんのワンワン選手権          | 末永光代   | 土屋日                  | 土屋日         | 小林ゆかり            | 9月22日        |
| 24 | 47   | かぶとのシュートを決めろ!!          | 市川卓     | いわもとやすお          | 熨戸谷充孝     | 氏家章雄              | 9月29日        |
| 24 | 48   | 名探偵あらしvsきのこ                | 土屋理敬   | いわもとやすお          | 上野史博       | 土信田和幸            | 9月29日        |
| 25 | 49   | ラブラブ愛の交通安全                | 末永光代   | 土屋日                  | 高橋滋春       | 鈴野貴一              | 10月6日        |
| 25 | 50   | みかんはきのこの大親友!             | 西園悟     | 細谷秋夫                | 高橋滋春       | 進藤満尾              | 10月6日        |
| 26 | 51   | きのこのハムスターを探せ!           | 末永光代   | 北里陽                  | 岡嶋国敏       | 村上勉                | 10月13日       |
| 26 | 52   | ひのきの運動会なんて大嫌い          | 末永光代   | いわもとやすお          | 岡嶋国敏       | 村上勉                | 10月13日       |
| 27 | 53   | カリンちゃん、初めてのキス!         | 中村能子   | 細谷秋夫                | 土屋日         | 小林勝利              | 10月20日       |
| 27 | 54   | みかんの華麗なる復讐パーティー      | 西園悟     | 土屋日                  | 土屋日         | 鈴木伸一              | 10月20日       |
| 28 | 55   | こだまのケロケロ大冒険              | 待田堂子   | 早川啓二                | 花井信也       | 戸田真一              | 10月27日       |
| 28 | 56   | パパの恋人?                         | 福田裕子   | 高橋滋春                | 花井信也       | 五月女浩一朗          | 10月27日       |
| 29 | 57   | アイちゃんの踊るテレビ出演!?        | 中村能子   | 細谷秋夫                | 高橋滋春       | 氏家章雄              | 11月3日        |
| 29 | 58   | きのこのデートでゲット大作戦!       | 土屋理敬   | 北里陽                  | 高橋滋春       | 進藤満尾              | 11月3日        |
| 30 | 59   | きのことみかんのシンデレラをねらえ! | 西園悟     | 三家本泰美              | 三家本泰美     | 木下ゆうき            | 11月10日       |
| 31 | 60   | あらしの家出!                       | 土屋理敬   | いわもとやすお          | いわもとやすお | 土信田和幸            | 11月17日       |
| 31 | 61   | かぶとの100点をねらえ!              | 福田裕子   | 高橋滋春                | 高橋滋春       | 鈴野貴一              | 11月17日       |
| 32 | 62   | 森野家ビンボー脱出大作戦!           | 末永光代   | 栗本宏志                | 五十嵐達也     | 村上勉                | 11月24日       |
| 32 | 63   | あの子の素敵なバースデー            | 中村能子   | 殿勝秀樹                | 殿勝秀樹       | 村上勉                | 11月24日       |
| 33 | 64   | こだまのラブラブ・フードバトル!     | 末永光代   | 細谷秋夫                | 土屋日         | 小林勝利              | 12月1日        |
| 33 | 65   | ショック! くるみ先生にナゾの恋人    | 福田裕子   | 土屋日                  | 土屋日         | 氏家章雄              | 12月1日        |
| 34 | 66   | ワガママ! 星の王子様                | 末永光代   | 細谷秋夫 いわもとやすお | 花井信也       | 五月女浩一朗 戸田真一 | 12月8日        |
| 35 | 67   | きのことみかんの映画デビュー        | 西園悟     | 高橋滋春                | 高橋滋春       | 進藤満尾 鈴木伸一     | 12月15日       |
| 36 | 68   | きのこに謎のラブレター              | 中村能子   | 三家本泰美              | 三家本泰美     | 木下ゆうき            | 12月22日       |
| 36 | 69   | 五つ子、サンタになる!?              | 土屋理敬   | 三家本泰美              | 三家本泰美     | 木下ゆうき            | 12月22日       |
| 37 | 70   | 呪いの部屋                          | 末永光代   | いわもとやすお          | いわもとやすお | 小林勝利              | 12月29日       |
| 37 | 71   | ひのきの宝くじ大騒動                | 中村能子   | いわもとやすお          | いわもとやすお | 小林勝利              | 12月29日       |
| 38 | 72   | 徳川埋蔵金をさがせ!                 | 福田裕子   | 殿勝秀樹                | 五十嵐達也     | 村上勉                | 2002年 1月5日  |
| 38 | 73   | みかん屋敷のお正月スゴロク大会      | 西園悟     | 殿勝秀樹                | 殿勝秀樹       | 村上勉                | 2002年 1月5日  |
| 39 | 74   | 涙の別れ! グッバイきのこ            | 末永光代   | 北里陽                  | 土屋日         | 進藤満尾              | 1月12日        |
| 39 | 75   | あらしの成人式!?                    | 中村能子   | 土屋日                  | 土屋日         | 小林ゆかり            | 1月12日        |
| 40 | 76   | プレイボーイあらし!                 | 末永光代   | 細谷秋夫                | 花井信也       | 戸田真一              | 1月19日        |
| 40 | 77   | 女の戦い! 大雪サバイバル            | 福田裕子   | 細谷秋夫                | 花井信也       | 五月女浩一朗          | 1月19日        |
| 41 | 78   | きのこのキスキス大作戦!             | 中村能子   | 高橋滋春                | 高橋滋春       | 鈴野貴一              | 1月26日        |
| 41 | 79   | ひのきは一家の大黒柱!?              | 土屋理敬   | 土屋日                  | 高橋滋春       | 小林勝利              | 1月26日        |
| 42 | 80   | カリスマ美容師きのこ!?              | 土屋理敬   | 三家本泰美              | 三家本泰美     | 木下ゆうき            | 2月2日         |
| 42 | 81   | あらしのイジメなんかやっつけろ!     | 末永光代   | 三家本泰美              | 高橋滋春       | 進藤満尾              | 2月2日         |
| 43 | 82   | バレンタイン大パニック!!            | 土屋理敬   | いわもとやすお          | いわもとやすお | 土信田和幸 進藤満尾   | 2月9日         |
| 44 | 83   | みかんの雪山大脱走!                 | 西園悟     | 殿勝秀樹                | 五十嵐達也     | 村上勉                | 2月16日        |
| 44 | 84   | 幻の雪男VSひのき                    | 土屋理敬   | 殿勝秀樹                | 殿勝秀樹       | 村上勉                | 2月16日        |
| 45 | 85   | どっちが主役!? ひのきVSきのこ       | 市川卓     | 土屋日                  | 土屋日         | 鈴木伸一              | 2月23日        |
| 45 | 86   | マジシャン猿のママさがし            | 福田裕子   | 細谷秋夫                | 土屋日         | 小林ゆかり            | 2月23日        |
| 46 | 87   | みかんの家出                        | 末永光代   | 前島健一                | 花井信也       | 戸田真一              | 3月2日         |
| 46 | 88   | きのこのえなり君とスキャンダル♥     | 末永光代   | 高橋滋春                | 花井信也       | 五月女浩一朗          | 3月2日         |
| 47 | 89   | 名探偵対決! あらしVSきのこ          | 市川卓     | 細谷秋夫                | 高橋滋春       | 鈴木伸一              | 3月9日         |
| 47 | 90   | かぶとのホワイトデー                | 中村能子   | 櫻井美知代              | 高橋滋春       | 鈴野貴一              | 3月9日         |
| 48 | 91   | ひのきのラブラブ大作戦!             | 末永光代   | いわもとやすお          | いわもとやすお | 土信田和幸            | 3月16日        |
| 48 | 92   | かぶと・タカ彦の友よさらば!!        | 中村能子   | いわもとやすお          | いわもとやすお | 進藤満尾              | 3月16日        |
| 49 | 93   | みかんが転校!                       | 西園悟     | 土屋日                  | 土屋日         | 小林ゆかり            | 3月23日        |
| 49 | 94   | 愛のラストボール                    | 土屋理敬   | 大宅光子                | 土屋日         | 鈴木伸一              | 3月23日        |
| 50 | 95   | きのこのお見合いトラブル!           | 末永光代   | 高橋滋春                | 花井信也       | 五月女浩一朗          | 3月30日        |
| 50 | 96   | さよならロクちゃん                  | 土屋理敬   | 四分一節子              | 花井信也       | 戸田真一              | 3月30日        |